# Christoph Kormart
Christoph Kormart (* 22. Juli 1644 in Leipzig; † 23. Februar 1701 in Dresden) war ein deutscher Schriftsteller und Übersetzer der Barockzeit.

## Leben
Kormart war der Sohn eines der frühesten deutschen Zeitungsverleger, der es in Leipzig zu Ansehen gebracht hatte. Von privaten Hauslehrern erzogen, immatrikulierte er sich 1660 im Alter von erst 16 Jahren in Wittenberg und war damit vermutlich einer von August Buchners letzten Schülern. Im heimatlichen Leipzig setzte er seine Studien offenbar bis zum Magister der Philosophie fort, wie eine Disputation von 1665 erweist, die ihn als Praeses nennt. Zu diesem Zeitpunkt beschloss er jedoch, auf Rechtswissenschaft umzusatteln und immatrikulierte sich 1670 in Straßburg, ohne das Studium abzuschließen. Als Rechtsberater versuchte er ab 1670, ein Auskommen in Dresden zu finden, bis er 1678 in Jena als Doktor beider Rechte promovieren konnte.
Sein umfangreichstes Werk ist ohne jeden Zweifel die deutsche Fassung von La Calprenèdes barockem Kolossalroman Statira mit weit über 4.000 Seiten, doch auch seine anderen Übertragungen aus dem Französischen und Niederländischen erlebten z. T. viele Auflagen.

## Werke (Auswahl)
- (Übers.) Pieter Cornelis van den Hoven: Consideratien van Staat oder Politische WagSchale. Leipzig 1669
- (Übers.) Pierre Corneille: Poleuctus oder Christlicher Märtyrer. Leipzig 1669
- (Übers.) Joost van den Vondel: Maria Stuart, oder Gemarterte Majestät. Halle 1672
- (Hrsg.) François de La Rochefoucauld: Mémoires. Dresden 1678
- (Übers.) Thomas Corneille: Der unbekannte Liebhaber oder geliebte Feind Timocrates. Dresden 1683
- (Übers.) Gaulthier de la Calprenède: Die Aller-Durchlauchtigste Kayserin Statira oder Cassandra. 4 Bde. Leipzig 1685–87 (2. Ausg. in 5 Bdn. Leipzig 1689–1701)
- (Übers.) Nicolas Venette: Tableau de l’Amour. Geheimnisse keuscher Liebes-Wercke. Dresden 1690